# Antti Rinne
Antti Juhani Rinne (Helsinki, 3 november 1962) is een Fins politicus die van juni tot december 2019 premier was van zijn land.

## Carrière
Rinne werkte na zijn afstuderen in 1980 in een zagerij en als chauffeur. Ook werkte hij twee jaar als acteur. Hij begon in 1985 rechten te studeren aan de Universiteit van Helsinki waar hij na slechts anderhalf jaar afstudeerde.
Rinne werkte vanaf 1987 als advocaat in Mäntsälä voor de vakbond voor auto- en transportarbeiders. In 1996 moest hij ontslag nemen en zijn carrière werd jaren onderbroken.
Vanaf begin jaren 2000 was Rinne actief als vakbondsleider: eerst van ERTO (2002-2005), dan van TU (2005-2010) en vervolgens van Ammattiliitto Pro (2010-2014).
Op 9 mei 2014 werd Rinne verkozen tot voorzitter van de Sociaaldemocratische Partij van Finland. Een maand later werd hij vicepremier en minister van Financiën. Deze functies zou hij bekleden tot juni 2015. In april 2019 won zijn partij de parlementsverkiezingen, waarna hij op 6 juni 2019 beëdigd werd als premier van Finland. Op 3 december 2019 diende hij zijn ontslag in bij president Sauli Niinistö nadat coalitiepartner Centrumpartij van Finland het vertrouwen in zijn regering opzegde. Op 10 december werd hij opgevolgd door zijn partijgenote Sanna Marin.
- Gemeinsame Normdatei: 1188310380
- Virtual International Authority File: 4092156075623353980003